# Vantoux-et-Longevelle
Vantoux-et-Longevelle település Franciaországban, Haute-Saône megyében. Lakosainak száma 179 fő (2022. január 1.). Vantoux-et-Longevelle La Chapelle-Saint-Quillain, Velleclaire, Bucey-lès-Gy, Étrelles-et-la-Montbleuse, Villers-Chemin-et-Mont-lès-Étrelles és Vellefrey-et-Vellefrange községekkel határos.

## Népesség
A település népessége az elmúlt években az alábbi módon változott:
| Lakosok száma | 157  | 168  | 171  | 180  | 181  | 180  | 183  | 186  | 183  | 179  |
|               | 2010 | 2013 | 2015 | 2016 | 2017 | 2018 | 2019 | 2020 | 2021 | 2022 |